# Eneco Tour 2006
2. Eneco Tour rozpoczął się 16 sierpnia 2006 w Den Helder, a zakończył 23 sierpnia w Ans. Trasa wyścigu przebiegała przez Holandię i Belgię i liczyła 1168 km. W wyścigu startowało 184 kolarzy z 23 drużyn. Wyścig ostatecznie wygrał Stefan Schumacher z Niemiec. Do mety nie dojechało 52 zawodników.
Klasyfikacja generalna nie była do końca przesądzona, na ostatnim sprincie wszystko się rozstrzygnęło. Dotychczasowy lider, George Hincapie wywrócił się na 50 metrów przed linią mety, zahaczając o rower drugiego w klasyfikacji Stefana Schumachera, który odbił w prawo chcąc uniknąć zderzenia z kibicem. Decyzją sędziów, zwycięzcą całego wyścigu uznano Schumachera, który wjechał na metę bez wypadku. Przed ostatnim etapem Schumacher miał 3 sekundy straty do Hincapiego.

## Lista etapów
| Etap      | Data        | Miasta                            | Długość | Zwycięzca         |
| --------- | ----------- | --------------------------------- | ------- | ----------------- |
| Prolog    | 16 sierpnia | Den Helder – Den Helder           | 6 km    | Stefan Schumacher |
| 1.        | 17 sierpnia | Wieringerwerf – Hoogeveen         | 176 km  | Tom Boonen        |
| 2.        | 18 sierpnia | ’s-Hertogenbosch – Sittard-Geleen | 194 km  | Manuel Quinziato  |
| 3.        | 19 sierpnia | Beek – Westmalle                  | 185 km  | Tom Boonen        |
| 4. (JInC) | 20 sierpnia | Landgraaf – Landgraaf             | 16 km   | George Hincapie   |
| 5.        | 21 sierpnia | Hasselt – Balen                   | 181 km  | Tom Boonen        |
| 6.        | 22 sierpnia | Bornem – Sint-Truiden             | 211 km  | David Kopp        |
| 7.        | 23 sierpnia | Ans – Ans                         | 199 km  | Philippe Gilbert  |

## Wyniki etapów

### Prolog
|   | Zawodnik          | Kraj              | Drużyna | Czas  |
| - | ----------------- | ----------------- | ------- | ----- |
| 1 | Stefan Schumacher | Niemcy            | GST     | 7′00″ |
| 2 | George Hincapie   | Stany Zjednoczone | DSC     | 1″    |
| 3 | Joost Posthuma    | Holandia          | RAB     | 1″    |

### Etap 1.
|   | Zawodnik          | Kraj   | Drużyna | Czas      |
| - | ----------------- | ------ | ------- | --------- |
| 1 | Tom Boonen        | Belgia | QSI     | 4h 12′52″ |
| 2 | Simone Cadamuro   | Włochy | MRM     | 0″        |
| 3 | Enrico Gasparotto | Włochy | LIQ     | 0″        |

### Etap 2.
|   | Zawodnik         | Kraj   | Drużyna | Czas      |
| - | ---------------- | ------ | ------- | --------- |
| 1 | Manuel Quinziato | Włochy | LIQ     | 4h 46′43″ |
| 2 | Simone Cadamuro  | Włochy | MRM     | 4″        |
| 3 | Wouter Weylandt  | Belgia | QSI     | 4″        |

### Etap 3.
|   | Zawodnik         | Kraj      | Drużyna | Czas      |
| - | ---------------- | --------- | ------- | --------- |
| 1 | Tom Boonen       | Belgia    | QSI     | 4h 50′00″ |
| 2 | Max van Heeswijk | Holandia  | DSC     | 0″        |
| 3 | Baden Cooke      | Australia | UNI     | 0″        |

### Etap 4.
|   | Zawodnik          | Kraj              | Drużyna | Czas   |
| - | ----------------- | ----------------- | ------- | ------ |
| 1 | George Hincapie   | Stany Zjednoczone | DSC     | 19′58″ |
| 2 | Vincenzo Nibali   | Włochy            | LIQ     | 0″     |
| 3 | Stefan Schumacher | Niemcy            | GST     | 7″     |

### Etap 5.
|   | Zawodnik        | Kraj          | Drużyna | Czas      |
| - | --------------- | ------------- | ------- | --------- |
| 1 | Tom Boonen      | Belgia        | QST     | 3h 52′20″ |
| 2 | Julian Dean     | Nowa Zelandia | C.A     | 0″        |
| 3 | Simone Cadamuro | Włochy        | MRM     | 0″        |

### Etap 6.
|   | Zawodnik         | Kraj   | Drużyna | Czas      |
| - | ---------------- | ------ | ------- | --------- |
| 1 | David Kopp       | Niemcy | GST     | 4h 50′43″ |
| 2 | Marco Zanotti    | Włochy | UNI     | 0″        |
| 3 | Philippe Gilbert | Belgia | FDJ     | 0″        |

### Etap 7.
|   | Zawodnik          | Kraj   | Drużyna | Czas      |
| - | ----------------- | ------ | ------- | --------- |
| 1 | Philippe Gilbert  | Belgia | FDJ     | 5h 05′16″ |
| 2 | Manuele Mori      | Włochy | SDV     | 2″        |
| 3 | Stefan Schumacher | Niemcy | GST     | 0″        |

## Klasyfikacja generalna
Lider klasyfikacji generalnej nosi czerwoną koszulkę.
|    | Zawodnik            | Kraj              | Drużyna                            | Czas      |
| -- | ------------------- | ----------------- | ---------------------------------- | --------- |
| 1  | Stefan Schumacher   | Niemcy            | Gerolsteiner                       | 27.20′55″ |
| 2  | George Hincapie     | Stany Zjednoczone | Discovery Channel Pro Cycling Team | 1″        |
| 3  | Vincenzo Nibali     | Włochy            | Liquigas                           | 12″       |
| 4  | Philippe Gilbert    | Belgia            | La Française des Jeux              | 17″       |
| 5  | Manuel Quinziato    | Włochy            | Liquigas                           | 32″       |
| 6  | Joost Posthuma      | Holandia          | Rabobank                           | 35″       |
| 7  | Juan Antonio Flecha | Hiszpania         | Rabobank                           | 52″       |
| 8  | Alessandro Ballan   | Włochy            | Lampre-Fondital                    | 53″       |
| 9  | Thomas Dekker       | Holandia          | Rabobank                           | 55″       |
| 10 | Steffen Wesemann    | Szwajcaria        | T-Mobile Team                      | 56″       |

## Klasyfikacja punktowa
Lider klasyfikacji punktowej nosi białą koszulkę.
|    | Zawodnik          | Kraj          | Drużyna                 | Pkt. |
| -- | ----------------- | ------------- | ----------------------- | ---- |
| 1  | Simone Cadamuro   | Włochy        | Team Milram             | 91″  |
| 2  | Tom Boonen        | Belgia        | Quick Step – Innergetic | 90   |
| 3  | Stefan Schumacher | Niemcy        | Gerolsteiner            | 59   |
| 4  | Philippe Gilbert  | Belgia        | La Française des Jeux   | 57   |
| 5  | Julian Dean       | Nowa Zelandia | Crédit Agricole         | 56   |
| 6  | Alessandro Ballan | Włochy        | Lampre – Fondital       | 54   |
|    | Enrico Gasparotto | Włochy        | Liquigas                | 54   |
|    | Wouter Weylandt   | Belgia        | Quick Step – Innergetic | 54   |
| 9  | Fabrizio Guidi    | Włochy        | Phonak                  | 52   |
| 10 | Bert Roesems      | Belgia        | Davitamon – Lotto       | 48   |

## Klasyfikacja młodzieżowa
Lider klasyfikacji młodzieżowej nosi żółtą koszulkę.
|    | Zawodnik          | Kraj      | Drużyna                        | Czas      |
| -- | ----------------- | --------- | ------------------------------ | --------- |
| 1  | Stefan Schumacher | Niemcy    | Gerolsteiner                   | 27.20′55″ |
| 2  | Vincenzo Nibali   | Włochy    | Liquigas                       | 12″       |
| 3  | Philippe Gilbert  | Belgia    | La Française des Jeux          | 17″       |
| 4  | Joost Posthuma    | Holandia  | Rabobank                       | 35″       |
| 5  | Thomas Dekker     | Holandia  | Rabobank                       | 55″       |
| 6  | Johan Vansummeren | Belgia    | Davitamon-Lotto                | 1′05″     |
|    | Enrico Gasparotto | Włochy    | Liquigas                       | 1′15″     |
|    | Jose Gil          | Hiszpania | Astana – Würth                 | 1′56″     |
| 9  | Imanol Erviti     | Hiszpania | Caisse d’Épargne-Illes Balears | 2′26″     |
| 10 | Thomas Lövkvist   | Szwecja   | La Française des Jeux          | 2′35″     |

## Posiadacze koszulek po poszczególnych etapach
| Etap          | Klasyfikacja generalna | Klasyfikacja punktowa | Klasyfikacja młodzieżowa | Klasyfikacja drużynowa             |
| ------------- | ---------------------- | --------------------- | ------------------------ | ---------------------------------- |
| Prolog        | Stefan Schumacher      | nie przyznano         | Stefan Schumacher        | Discovery Channel Pro Cycling Team |
| Etap 1.       | Tom Boonen             | Tom Boonen            | Stefan Schumacher        | Quick Step – Innergetic            |
| Etap 2.       | Tom Boonen             | Simone Cadamuro       | Stefan Schumacher        | Quick Step – Innergetic            |
| Etap 3.       | Tom Boonen             | Simone Cadamuro       | Stefan Schumacher        | Quick Step – Innergetic            |
| Etap 4.       | George Hincapie        | Simone Cadamuro       | Stefan Schumacher        | Discovery Channel Pro Cycling Team |
| Etap 5.       | George Hincapie        | Simone Cadamuro       | Stefan Schumacher        | Discovery Channel Pro Cycling Team |
| Etap 6.       | George Hincapie        | Simone Cadamuro       | Stefan Schumacher        | Discovery Channel Pro Cycling Team |
| Etap 7.       | Stefan Schumacher      | Simone Cadamuro       | Stefan Schumacher        |                                    |
| Wynik końcowy | Stefan Schumacher      | Simone Cadamuro       | Stefan Schumacher        |                                    |